# Uniwersytet Stanu Ohio
Uniwersytet Stanu Ohio, Uniwersytet Stanowy Ohio (ang. Ohio State University) – amerykańska uczelnia o statusie uniwersytetu publicznego, z siedzibą w Columbus i mniejszymi kampusami w Limie, Mansfield, Marion, Newark i Wooster. Została założona w 1870 roku.

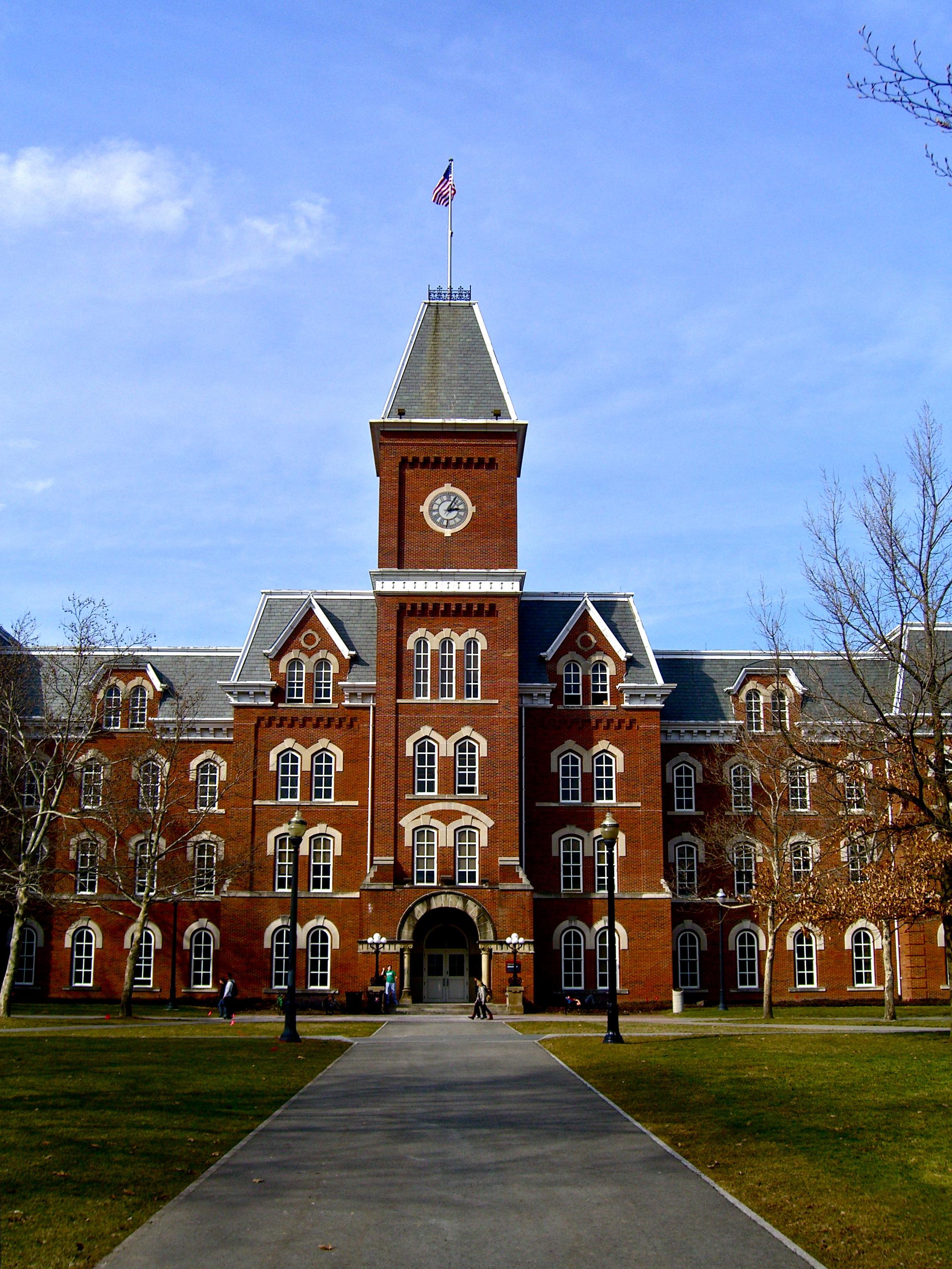
Gmach główny (University Hall)

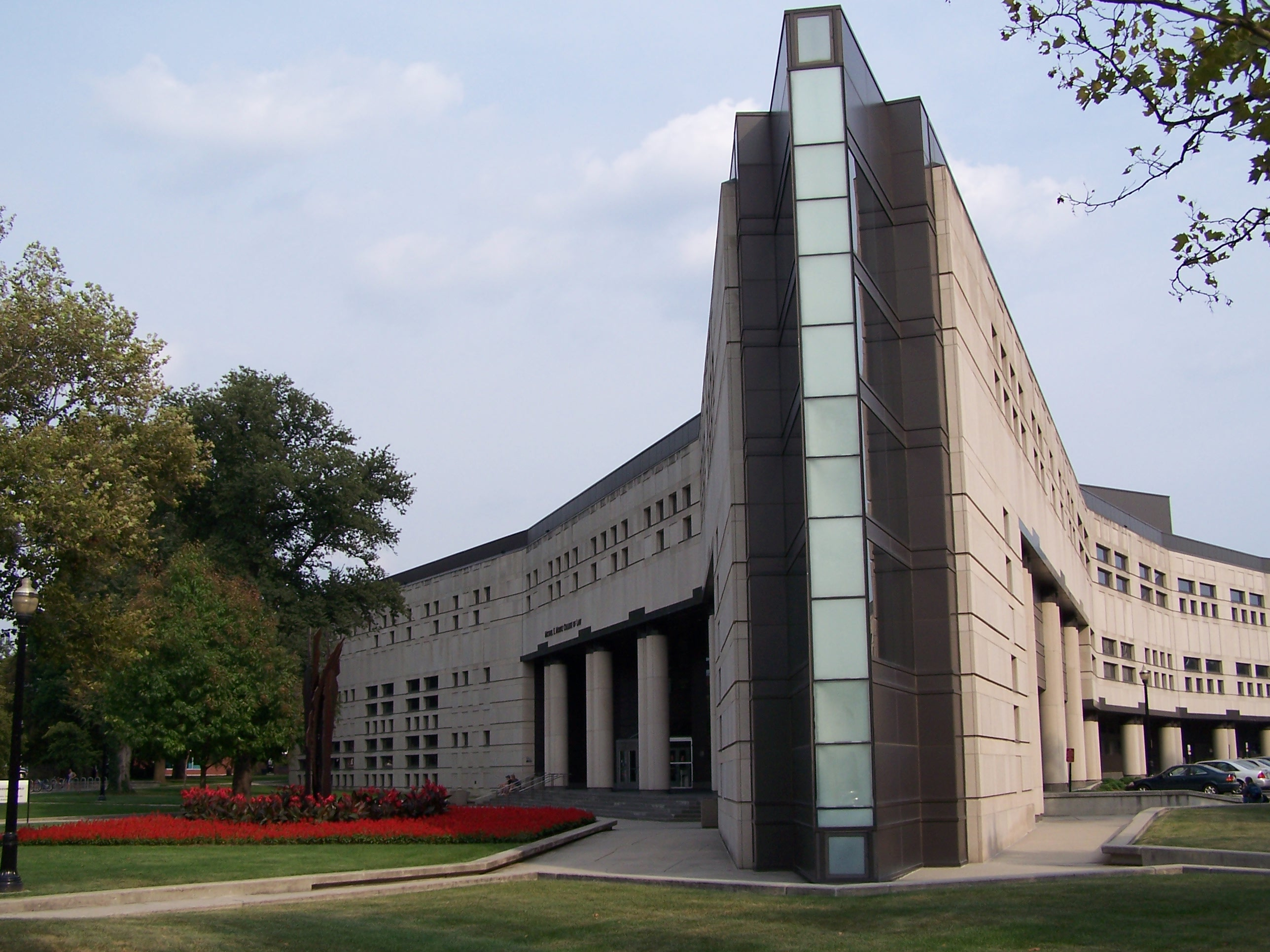
Kolegium Prawa

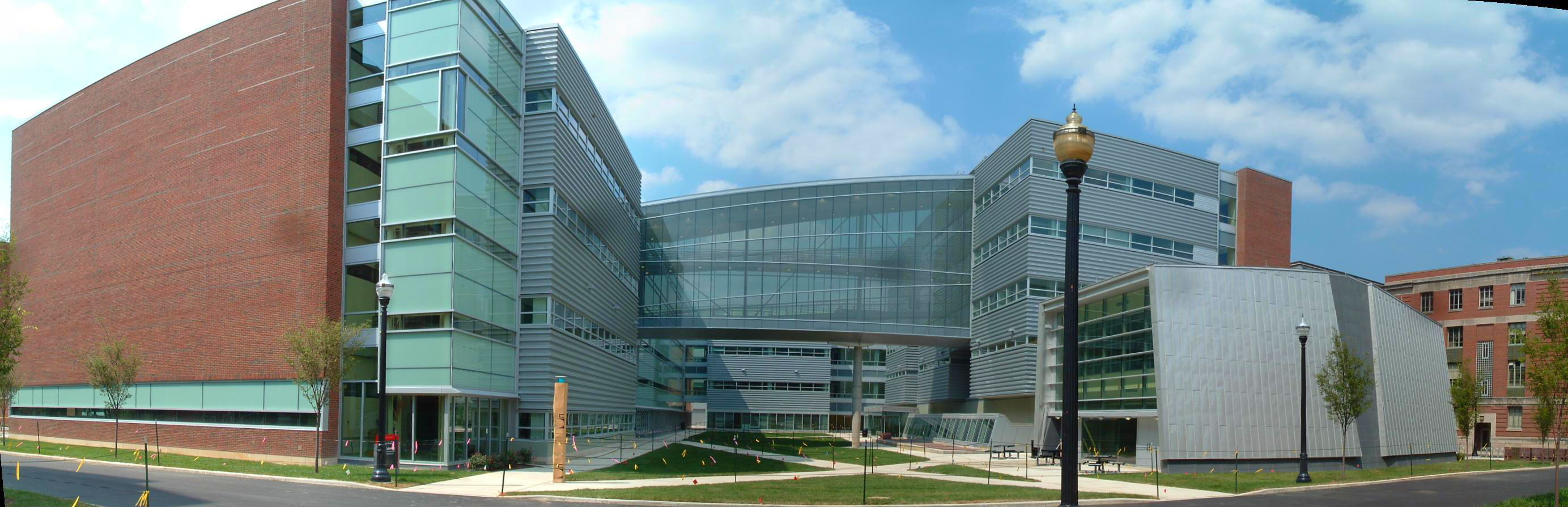
Wydział Inżynierii Mechanicznej

W 2018 kształciła ponad 68 tysięcy studentów, w tym 53 734 słuchaczy studiów licencjackich i 11 113 magistrantów. Zatrudnia ponad 5 tysięcy pracowników naukowych i około 20 tysięcy osób pozostałego personelu. Wśród absolwentów uczelni było dwóch laureatów Nagrody Nobla: chemik Paul Flory i astrofizyk William Fowler.
Uczelnia należy do NCAA Division I, gdzie rywalizuje w Big Ten Conference. Jej drużyny znane są jako Ohio State Buckeyes i występują w szkarłatno-szarych strojach. Uniwersytet dysponuje dwoma stadionami: Ohio Stadium (mogącym pomieścić ponad 102 tysiące widzów) oraz znacznie mniejszym Bill Davis Stadium, na ok. 4,5 widzów, gdzie rozgrywane są głównie mecze bejsbola. Posiada też dwie hale sportowe: Jerome Schottenstein Center na 20 tysięcy widzów oraz St. John Arena na 13,5 tysiąca osób, a także kryte lodowisko z widownią na tysiąc osób.